# Metal Slug 2
Metal Slug 2 – gra komputerowa z gatunku strzelanin „run and gun” opracowana i opublikowana na automaty i konsolę Neo Geo przez SNK w 1998 roku, została również przeniesiona na PlayStation, udostępniona w dystrybucji cyfrowej w sklepach PlayStation Network i Virtual Console, a także trafiła do kolekcji Metal Slug Anthology. Tym razem gracz może sterować czwórką postaci – powracają znani z pierwszej części Marco Rossi i Tarma Roving, a do drużyny dołączają Eri Kasamoto i Fiolina Germi (Fio)/ Wrogiem ponownie jest Generał Morden i jego armia, ale tym razem nie są głównymi wrogami – w grze pojawiają się marsjanie.

## Rozgrywka
Rozgrywka jest zbliżona do pierwszej części i starych platformowych strzelanin takich jak Contra czy GunForce 2. Postać sterowana przez gracza biegnie w prawo i musi eliminować idących w jego stronę wrogów aż do skończenia poziomu, na jego końcu zwykle musi zabić mającego potężny pancerz, ciężko uzbrojonego i broniącego się bossa. Podstawową bronią bohaterów jest pistolet z nielimitowaną amunicją, oraz dziesięć granatów – jednak w grze jest dużo dodatkowej broni, jak karabin maszynowy, shotgun, laser czy ogniowe bomby. Poza bronią może zbierać też wiele różnych przedmiotów – często dawane są one w prezencie od uwolnionych jeńców. Do rozgrywki dodano wiele różnych szczegółów, jak zamiana w mumię (kontakt z trucizną mumii – sprawia to, że postać traci broń, oraz znacząco spada jej szybkość) czy też zmiana postaci w tłustą wersję (kiedy bohater zje za dużo porozrzucanych owoców) Oprócz tego, w wielu miejscach istnieje możliwość kierowania potężnie uzbrojonym czołgiem, który potrafi skakać – to tytułowy Metal Slug, tym razem jednak poza nim można również kierować innymi pojazdami, jak Slugnoid, dwunożny robot, czy Camel Slug, wielbłąd z zamontowanymi działkami, również pojawiają się nowe lokacje, jak Egipt, czy Chiny.

## Metal Slug X
W roku 1999 pojawiła się gra Metal Slug X – była to ulepszona wersja Metal Slug 2, z wymienioną ścieżką dźwiękową, zmienionymi wieloma szczegółami, jak poprzestawiani bossowie, większą liczbą przeciwników, oraz zlikwidowanymi spowolnieniami w samym gameplayu.